# The Replacements
The Replacements – amerykańska grupa rockowa z lat 80.
Zespół został założony w Minneapolis w 1979 roku pod nazwą Impediments. Jego skład tworzyli wokalista i gitarzysta Paul Westerberg, basista Tommy Stinson, gitarzysta Bob Stinson oraz perkusista Chris Mars. Zespół zadebiutował albumem Sorry Ma, Forgot to Take out the Trash wydanym w 1981 roku nakładem Twin/Tone Records.
Pozycje zespołu ugruntował album Pleased to Meet Me z 1987 roku. W międzyczasie zespół opuścił Bob Stinson, a jego miejsce zajął Slim Dunlap. Po nagraniu albumu All Shook Down w 1990 roku odszedł Chris Mars. Rok później zespół rozpadł się. Po rozpadzie Paul Westerberg rozpoczął karierę solową, a Tommy Stinson utworzył zespół Bash and Pop.
Utwór „I Will Dare”, pochodzący z albumu Let It Be został umieszczony na liście 500 piosenek, które ukształtowały rock utworzonej przez Rock and Roll Hall of Fame.

## Skład
- Paul Westerberg – wokal, gitara
- Bob Stinson (1979–1986) – gitara
- Slim Dunlap (1987–1991) – gitara
- Tommy Stinson – gitara basowa
- Chris Mars (1979–1990) – perkusja
- Steve Foley (1990–1991) – perkusja († 23 sierpnia 2008)

## Dyskografia
- Sorry Ma, Forgot to Take Out the Trash (1981)
- Hootenanny (1983)
- Let It Be (1984)
- Tim (1985)
- Pleased to Meet Me (1987)
- Don't Tell a Soul (1989)
- All Shook Down (1990)